# Kaliumtiocyanat
Kaliumtiocyanat (K+ -S-C≡N) är ett viktigt salt av tiocyansyra en av pseudohaliderna. Smältpunkten på 173 °C är ovanligt låg i förhållande till de flesta andra oorganiska salter för att vara en jonförening.

## Användning i kemisk syntes
Vattenhaltigt KSCN reagerar nästan kvantitativt med Pb(NO3)2 för att ge Pb(SCN)2, som har använts för att omvandla acylklorider till isotiocyanater.
KSCN omvandlar etylenkarbonat till etylensulfid. För detta ändamål smälts KSCN först under vakuum för att avlägsna vatten. I en relaterad reaktion omvandlar KSCN cyklohexenoxid till motsvarande episulfid.
C6H10O  +  KSCN  →  C6H10S  +  KOCN
KSCN är också utgångsprodukten för syntes av karbonylsulfid. 

## Andra användningsområden
Utspädd vattenhaltig KSCN används ibland för måttligt realistiska blodeffekter i film och teater. Den kan målas på en yta eller hållas som en färglös lösning. Vid kontakt med järnkloridlösning (eller andra lösningar innehållande Fe3+) är reaktionsprodukten en lösning med en blodröd färg på grund av bildandet av tiocyanatoironkomplexjonen. Således används denna kemikalie ofta för att skapa effekten av stigmatisering. Eftersom båda lösningarna är färglösa kan de placeras separat på varje hand. När händerna kommer i kontakt reagerar lösningarna och effekten ser anmärkningsvärt ut som blödande sår.